# تیاگو سیمون
تیاگو سیمون (انگلیسی: Thiago Simon؛ زادهٔ ۳ آوریل ۱۹۹۰) ورزشکار ورزش شنا اهل برزیل است.
وی در مسابقات کشوری و بین‌المللی در مجموع برندهٔ ۲ مدال طلا، ۱ مدال نقره و ۱ مدال برنز شده‌است.